# Montserrat García Rius
Montserrat García Rius   (l'Hospitalet de Llobregat, 1950 - l'Hospitalet de Llobregat, 21 de maig de 2025) fou una escultora catalana i veïna del barri del Centre de L'Hospitalet.

## Biografia
Deixebla del mestre Rafael Solanic, va estudiar a l'Escola Massana de Barcelona, va participar des de 1970 en diverses exposicions col·lectives i va exposar per primera vegada de forma individual el 1980 en el Museu d'Història de l'Hospitalet, i a Barcelona el 1984. Ha treballat amb diversos materials, com el bronze, el marbre, la fusta i l'alabastre. En la seva obra hi ha present tant l'abstracció com temes figuratius. Ha guanyat els premis Josep Llimona, Ciutat de Martorell i el Premi Città d'Estoccolma 99 de l'Acadèmia Gli Estrochi de Florència.
Compagina la seva feina com a funcionaria de l'Ajuntament de L'Hospitalet de Llobregat amb l'artística, fins que al final, es decidí dedicar-se a temps complet a la seva passió artística.
Ha deixat una important petjada a la seva ciutat natal de L'Hospitalet, amb destacades escultures presents als carrers de la ciutat com l’escultura Arrels, monument homenatge a Rafael Casanova, ubicat a la Rambla de la Marina, l’obra dedicada a la Mare de Déu de Montserrat, que es troba a la plaça del mateix nom, o el monòlit de la XVII Trobada dels Supervivents de la Lleva del Biberó, en homenatge a les lleves republicanes del 1938 i 1939 durant la Guerra Civil espanyola que es va inaugurar a la plaça de l’Ajuntament el 7 de novembre de 1998, junt a l’església de Santa Eulàlia de Mèrida.
Entre les seves obres emblemàtiques, cal destacar les peces de gran format que ha esculpit, en diferents moments de la seva trajectòria, per a l'absis del temple de la Sagrada Família de Barcelona, imatges representatives de Sant Francesc d'Assís, Santa Clara d’Assís, Sant Bru i Sant Bernat de Claravall. També esculpir el monument dedicat a Ladislao Kubala, que es pot veure a l’esplanada de la tribuna de l’estadi del Camp Nou del FC Barcelona.
Hi ha obres de Garcia Rius a diverses ciutats espanyoles i catalanes i també a Veneçuela, Amèrica, Perú, Bòsnia i Tunísia, entre altres països.

## Obres
- Sant Francesc d'Assís, Santa Clara, Sant Bru i Sant Bernat de Claravall, en el Temple Expiatori de la Sagrada Família (Barcelona).
- Arrels, monument a Rafael Casanova (Hospitalet).[9][2]
- Verge de Montserrat (Hospitalet).[10]
- Monòlit a la XVII Trobada de Supervivents de la Lleva del Biberó (Hospitalet).[11]
- Monument al Futbol Club Barcelona (Ceuta).
- Monument a Ladislao Kubala, en el Camp Nou (Barcelona).